# Termopausa

Capas de la atmósfera.

La termopausa es el límite superior de la termosfera (capa de la atmósfera terrestre) y el comienzo de la exosfera. Se encuentra a unos 800 km de altura respecto a la superficie terrestre. En la capa limitada por la termopausa se experimenta un vertiginoso aumento de la temperatura que sigue aumentando hasta finalizar la última capa de la atmósfera terrestre, la exosfera.